# Новогодние и рождественские марки России

Нового́дняя ма́рка — красочная коммеморативная (иногда специальная праздничная) почтовая марка, традиционно выпускаемая в качестве знака почтовой оплаты в некоторых странах к Новому году с новогодним сюжетом рисунка и текстом новогодних поздравлений. В зависимости от традиций встречи Нового года в разных странах марки могут быть эмитированы не только в конце декабря, но и в другие месяцы календарного года. Это связано с различиями в календарях, принятых в той или иной стране мира. Обычно используется для оплаты открыток, писем и бандеролей, пересылаемых в предновогодний и посленовогодний периоды. В некоторых случаях возможны повторные эмиссии и дополнительные тиражи подобных марок.
Рожде́ственская ма́рка — почтово-благотворительная или праздничная почтовая марка рождественской тематики, выпускаемая в некоторых странах мира в преддверии 25 декабря для использования в качестве оплаты праздничных почтовых отправлений, например, рождественских открыток. Праздничные рождественские марки являются регулярными почтовыми марками, в отличие от рождественских виньеток, или марок-наклеек, и действительны для оплаты почтового сбора в течение всего года до полного израсходования тиража. Обычно поступают в продажу в начале октября — начале декабря и печатаются значительным тиражом.

## История
Первая марка «С Новым годом!» была эмитирована в России 2 декабря 1992 года. Новогодние марки выпускаются практически ежегодно в уходящем году с обозначением на марке цифры наступающего года. Выпущенная в декабре 2009 года по рисунку художника О. Лучниковой новогодняя марка напечатана на мелованной самоклеящейся бумаге впервые в необычной форме снежинки. Необычная форма (два скругленных угла) характерна и для марки, вышедшей 1 декабря 2010 года. На выполненном художником А. Грибковой рисунке марки изображён Дед Мороз на фоне узоров и российского флага, который держит в руке с надетой рукавицей поздравительный конверт.

## Список новогодних и рождественских марок России
Ниже приведен перечень (каталог) знаков почтовой оплаты (почтовых марок), посвящённых теме встречи Нового года, введённых в обращение почтой России и издательско-торговым центром «Марка» Министерства связи Российской Федерации. Порядок следования элементов в таблице соответствует номеру по каталогу марок России (ИТЦ «Марка»), в скобках приведены номера по каталогу «Михель». Кроме изображения и номинала в списке дано краткое описание (дополнительную информацию можно получить в комментариях, нажав на «комм»), указаны дата выпуска, тираж и художник. Чтобы перейти к маркам определённого года выпуска, нажмите на нужный год:
| 1992 • 1993 • 1994 • 1995 • 1996 • 1997 • 1998 • 1999 • 2000 • 2001 • 2002 • 2003 • 2004 • 2005 • 2006 • 2007 • 2008 • 2009 • 2010 • 2011 • 2012 • 2013 • 2014 • 2015 • 2016 • 2017 • 2018 • 2019 • 2020 • 2021 |

| № по каталогу                                                                            | Изображение | Описание и источники | Номинал                | Дата выпуска         | Тираж | Художник                          |
| 1992                                                                                     | 1992        | 1992 | 1992                   | 1992                 | 1992 | 1992                              |
| ---------------------------------------------------------------------------------------- | ----------- | --- | ---------------------- | -------------------- | --- | --------------------------------- |
| (ЦФА [АО «Марка»] № 58) (Mi #277)                                                        |             | «С Новым, 1993 годом!». | 0,50 руб.              | 2 декабря 1992 года  | кляйнбогенов: 250 000; марок: 3 300 000                                                                                        | Нина Охотина                      |
| 1993                                                                                     |             | |                        |                      | |                                   |
| (ЦФА [АО «Марка»] № 129) (Mi #348)                                                       |             | «С Новым годом!» - «тет-беш», украшенный ветвями ели и игрушками | 25,00 руб.             | 2 декабря 1993 года  | кляйнбогенов: 200 000; марок: 2 500 000                                                                                        | Н. Агладзе                        |
| 1994                                                                                     |             | |                        |                      | |                                   |
| (ЦФА [АО «Марка»] № 189) (Mi #408)                                                       |             | «С Новым годом!» - Дед Мороз и русская тройка | 125,00 руб.            | 6 декабря 1994 года  | кляйнбогенов: 100 000; марок: 800 000                                                                                          | Л. Зайцев                         |
| 1995                                                                                     |             | |                        |                      | |                                   |
| (ЦФА [АО «Марка»] № 254) (Mi #473)                                                       |             | С Рождеством Христовым! Икона «Рождество Христово», 1497 год | 500,00 руб.            | 1 декабря 1995 года  | кляйнбогенов: 50 000; марок: 500 000                                                                                           | Г. Линде                          |
| 1996                                                                                     |             | |                        |                      | |                                   |
| (ЦФА [АО «Марка»] № 325) (Mi #546)                                                       |             | «С Новым годом!» - Кремлёвские куранты | 1.000,00 руб.          | декабря 1996 года    | кляйнбогенов: 80 000; марок: 400 000                                                                                           | Юрий Арцименев                    |
| 1997                                                                                     |             | |                        |                      | |                                   |
| В 1997 году почтой России новогодние и рождественские марки официально не эмитировались. |             | |                        |                      | |                                   |
| 1998                                                                                     |             | |                        |                      | |                                   |
| (ЦФА [АО «Марка»] № 476) (Mi #697)                                                       |             | «С Новым годом!» - Дед Мороз на фоне курантов Спасской башни Московского Кремля                                                                                            | 1,00 руб.              | 1 декабря 1998 года  | кляйнбогенов: 55 000; марок: 250 000                                                                                           | М. Ларюшина                       |
| 1999                                                                                     |             | |                        |                      | |                                   |
| (ЦФА [АО «Марка»] № 544—545) (ЦФА [АО «Марка»] № 544) (Mi #776)                          |             | Сцепка из двух марок «С Новым 2000 годом!». Фрагменты фигур созвездий северного неба (по гравюре А. Дюрера, 1515 г.): - Дед Мороз с еловой лапой в руке                    | 1,20 руб.              | 1 декабря 1999 года  | кляйнбогенов: 55 000; сцепок: 350 000                                                                                          | Владимир Бельтюков, Е. Бельтюкова |
| (ЦФА [АО «Марка»] № 544—545) (ЦФА [АО «Марка»] № 545) (Mi #777)                          |             | Сцепка из двух марок «С Новым 2000 годом!»: - Символическое изображение земного шара в виде жемчужины, лежащей в раковине                                                  | 1,20 руб.              | 1 декабря 1999 года  | кляйнбогенов: 55 000; сцепок: 350 000                                                                                          | Владимир Бельтюков, Е. Бельтюкова |
| 2000                                                                                     |             | |                        |                      | |                                   |
| (ЦФА [АО «Марка»] № 643) (Mi #875)                                                       |             | «С Новым тысячелетием!» - Архитектурный ансамбль Московского Кремля и Покровский собор на символическом изображении земного шара, празднично украшенная новогодняя ёлка    | 2,00 руб.              | 1 декабря 2000 года  | кляйнбогенов: 80 000; марок: 400 000                                                                                           | И. Комаров                        |
| 2001                                                                                     |             | |                        |                      | |                                   |
| (ЦФА [АО «Марка»] № 718) (Mi #950)                                                       |             | «С Новым годом!» - Дед Мороз на русской тройке | 2,50 руб.              | 4 декабря 2001 года  | кляйнбогенов: 80 000; марок: 500 000                                                                                           | С. Сухарев                        |
| 2002                                                                                     |             | |                        |                      | |                                   |
| (ЦФА [АО «Марка»] № 812) (Mi #1044)                                                      |             | «С Новым годом!» - Снеговик, спешащий на лыжах на праздник | 3,50 руб.              | 2 декабря 2002 года  | кляйнбогенов: 80 000; марок: 300 000                                                                                           | А. Бжеленко                       |
| 2003                                                                                     |             | |                        |                      | |                                   |
| (ЦФА [АО «Марка»] № 897) (Mi #1129)                                                      |             | Малый лист «С Новым годом!» - Дед Мороз на фоне панорамы Великого Устюга, который считается его родиной                                                                    | 7,00 руб.              | 1 декабря 2003 года  | кляйнбогенов: 50 000; марок: 450 000                                                                                           | М. Ларюшина                       |
| 2004                                                                                     |             | |                        |                      | |                                   |
| (ЦФА [АО «Марка»] № 984) (Mi #1216)                                                      |             | Малый лист «С Новым годом!» | 5,00 руб.              | 12 ноября 2004 года  | кляйнбогенов: 62 500; марок: 500 000                                                                                           | Владимир Бельтюков                |
| 2005                                                                                     |             | |                        |                      | |                                   |
| (ЦФА [АО «Марка»] № 1060) (Mi #1292)                                                     |             | Малый лист «Почта Деда Мороза» - Дед Мороз и Снеговик | 5,00 руб.              | 26 октября 2005 года | кляйнбогенов: 65 000; марок: 520 000                                                                                           | Е. Бочкова, дизайн А. Поварихин   |
| (ЦФА [АО «Марка»] № 1062) (Mi #1294)                                                     |             | «С Новым годом и Рождеством!» - Празднично украшенная ёлка на фоне зимнего леса и деревенского дома                                                                        | 5,60 руб.              | 1 декабря 2005 года  | кляйнбогенов: 65 000; марок: 220 000                                                                                           | Е. Алмазова                       |
| 2006                                                                                     |             | |                        |                      | |                                   |
| (ЦФА [АО «Марка»] № 1156) (Mi #1388)                                                     |             | Малый лист «Почтовая марка Деда Мороза». Рисунок победительницы Всероссийского конкурса «Почтовая марка Деда Мороза» в номинации «Юношеские работы» Марии Лакеевой, 16 лет | 7,00 руб.              | 29 ноября 2006 года  | кляйнбогенов: 100 000; марок: 600 000                                                                                          | М. Лакеева, дизайн А. Московец    |
| (ЦФА [АО «Марка»] № 1158) (Mi #1390)                                                     |             | «С Новым годом!» - Заснеженная ель | 7,00 руб.              | 12 декабря 2006 года | кляйнбогенов: 30 000; марок: 200 000                                                                                           | А. Московец                       |
| 2007                                                                                     |             | |                        |                      | |                                   |
| (ЦФА [АО «Марка»] № 1213) (Mi #1445)                                                     |             | «С Новым годом!» | 8,00 руб.              | 7 декабря 2007 года  | кляйнбогенов: 100 000; марок: 280 000                                                                                          | С. Капранов                       |
| 2008                                                                                     |             | |                        |                      | |                                   |
| (ЦФА [АО «Марка»] № 1294) (Mi #1526)                                                     |             | Малый лист «С Новым годом!» - Спасская башня Московского Кремля | 7,50 руб.              | 18 декабря 2008 года | кляйнбогенов: 100 000; марок: 800 000                                                                                          | О. Лучникова                      |
| 2009                                                                                     |             | |                        |                      | |                                   |
| (ЦФА [АО «Марка»] № 1380) (Mi #1612)                                                     |             | Малый лист «С Новым годом!» - Спасская и Сенатская башни Кремля, купол Сената на фоне стилизованной снежинки                                                               | 10,00 руб.             | 1 декабря 2009 года  | кляйнбогенов: 100 000; марок: 900 000                                                                                          | О. Лучникова                      |
| 2010                                                                                     |             | |                        |                      | |                                   |
| (ЦФА [АО «Марка»] № 1461)                                                                |             | Малый лист «С Новым годом!» - Дед Мороз на фоне российского триколора | 10,50 руб.             | 1 декабря 2010 года  | кляйнбогенов: 50 000; марок: 400 000                                                                                           | А. Грибкова                       |
| 2011                                                                                     |             | |                        |                      | |                                   |
| (ЦФА [АО «Марка»] № 1548)                                                                |             | Малый лист «С Новым годом!» - ёлочная игрушка со снежинками на сером фоне                                                                                                  | 20,00 руб.             | 1 декабря 2011 года  | кляйнбогенов: 63 000; марок: 567 000                                                                                           | М. Расторгуева                    |
| 2012                                                                                     |             | |                        |                      | |                                   |
| (ЦФА [АО «Марка»] № 1658)                                                                |             | Малый лист «С Новым годом!» - Новогодняя ёлка | 13,00 руб.             | 3 декабря 2012 года  | кляйнбогенов: 31 000; марок: 496 000                                                                                           | О. Шушлебина O. Иванова           |
| 2013                                                                                     |             | |                        |                      | |                                   |
| № 1756 (Mi #1988)                                                                        |             | Малый лист «С Новым годом!»: Талисманы XXII Олимпийских зимних игр и XI Паралимпийских зимних игр 2014 года в городе Сочи: - Леопард.                                      | 20,00 руб.             | 29 ноября 2013 года  | кляйнбогенов: 85 000 марок: 680 000                                                                                            | М. Расторгуева                    |
| № 1757 (Mi #1989)                                                                        |             | Малый лист «С Новым годом!»: Талисманы XXII Олимпийских зимних игр и XI Паралимпийских зимних игр 2014 года в городе Сочи: - Белый мишка.                                  | 20,00 руб.             | 29 ноября 2013 года  | кляйнбогенов: 85 000 марок: 680 000                                                                                            | М. Расторгуева                    |
| № 1758 (Mi #1990)                                                                        |             | Малый лист «С Новым годом!»: Талисманы XXII Олимпийских зимних игр и XI Паралимпийских зимних игр 2014 года в городе Сочи: - Зайка.                                        | 20,00 руб.             | 29 ноября 2013 года  | кляйнбогенов: 85 000 марок: 680 000                                                                                            | М. Расторгуева                    |
| № 1759 (Mi #1991)                                                                        |             | Малый лист «С Новым годом!»: Талисманы XXII Олимпийских зимних игр и XI Паралимпийских зимних игр 2014 года в городе Сочи: - Лучик и Снежинка.                             | 20,00 руб.             | 29 ноября 2013 года  | кляйнбогенов: 85 000 марок: 680 000                                                                                            | М. Расторгуева                    |
| 2014                                                                                     |             | |                        |                      | |                                   |
| (ЦФА [АО «Марка»] № 1908)                                                                |             | Малый лист «С Новым годом!» - Тройка лошадей в цветах флага Российской Федерации                                                                                           | 15,00 руб.             | 12 декабря 2014 года | кляйнбогенов: 66 000; марок: 792 000                                                                                           | Е. Курочкина, дизайнер Р. Комса   |
| 2015                                                                                     |             | |                        |                      | |                                   |
| (ЦФА [АО «Марка»] № 2049)                                                                |             | Малый лист «С Новым годом!» - Московский Кремль | 35,00 руб.             | 10 декабря 2015 года | кляйнбогенов: 75 000; марок: 600 000                                                                                           | O. Иванова                        |
| 2016                                                                                     |             | |                        |                      | |                                   |
| (ЦФА [АО «Марка»] № 2175)                                                                |             | Малый лист «С Новым годом!» - Хоровод вокруг новогодней ели | 19,00 руб.             | 1 декабря 2016 года  | (ЦФА [АО «Марка»] № 2175) кляйнбогенов: 55 000; марок: 220 000 (ЦФА [АО «Марка»] № 2175-I) кляйнбогенов: 15 000; марок: 60 000 | О. Шушлебина                      |
| 2017                                                                                     |             | |                        |                      | |                                   |
| № 2294 (Mi #2511) № 2295 (Mi #2512) № 2296 (Mi #2513)                                    |             | Малый лист «C Новым годом!»: Талисман Чемпионата мира по футболу FIFA 2018 в России™: - Удар по мячу; - Мяч на голове; - Бег.                                              | 22,00 33,00 35,00 руб. | 1 декабря 2017 года  | кляйнбогенов: 220 000; марок: 660 000                                                                                          | О. Савина                         |
| 2018                                                                                     |             | |                        |                      | |                                   |
| (ЦФА [АО «Марка»] № 2410)                                                                |             | Малый лист «С Новым годом!» - Снегурочка на фоне зимнего леса (марка с технологией дополненной реальности).                                                                | 22,00 руб.             | 4 декабря 2018 года  | кляйнбогенов: 37 000; марок: 333 000                                                                                           | О. Савина                         |
| 2019                                                                                     |             | |                        |                      | |                                   |
| 2020                                                                                     |             | |                        |                      | |                                   |
| 2021                                                                                     |             | |                        |                      | |                                   |

## Комментарии
1. ↑  Даты Рождества по григорианскому календарю, которой по юлианскому календарю соответствует 7 января.
2. ↑  Ниже приведён перечень памятных новогодних марок (с возможностью сортировки по номиналу, тиражу и дате введения в обращение).
3. ↑  Новогодняя марка «С Новым 1993 годом!»: на многоцветной марке изображена ветка ели с игрушками, циферблатом часов, раскрашенным в цвета российского флага. Офсет на мелованной бумаге, перфорирована: комбинированная гребенчатая зубцовка 12:12½ (на каждые 2 сантиметра края марки приходится 12:12½ зубцов). В марочных листах по 50 (5×10) и малые листы (кляйнбогены) по 9 (3×3) марок[3][4].
4. ↑  «С Новым годом!». На многоцветной марке «тет-беш» — подсвечник (гжельская керамика), украшенный ветвями ели и игрушками. В Европе праздник Нового года, как праздник первого января, впервые возник во Франции. В 1594 году указом Карла IX было установлено считать за начало нового года 1 января. Во второй половине XVII века обычай праздновать этот день проник в Германию, а в XVIII веке и в Англию. Глубокая печать на мелованной бумаге, перфорирована: рамочная зубцовка 11½ (на каждые 2 сантиметра края марки приходится 11½ зубцов). В марочных листах 40 (10×4) и малые листы (кляйнбогены) по 8 (4×2) марок
5. ↑  «С Новым годом!». На многоцветной марке — Дед Мороз и русская тройка. Русский Дед Мороз, в отличие от европейского Санта-Клауса, является персонажем народных поверий и сказок. Он стал приходить в дома с тех времен, как только в России стали отмечать встречу Нового Года. Есть легенда, что изначально Дед Мороз не был весёлым старичком, подарки он дарил только самым послушным, а остальным доставались тумаки. Но прошло время, и Дед Мороз подобрел. Посох ему теперь служит лишь опорой, а дарить подарки, как послушным, так и не очень, помогает внучка Снегурочка. Глубокая печать на мелованной бумаге, перфорирована: комбинированная рамочная зубцовка 12:11½ (на каждые 2 сантиметра края марки приходится 12:11½ зубцов). В марочных листах 30 (3×10) и малые листы (кляйнбогены) по 8 (2×4) марок
6. ↑  С Рождеством Христовым! Икона «Рождество Христово» (1497 год), воспроизведенная на марке  (ЦФА [АО «Марка»] № 254), является частью праздничного ряда иконостаса Успенского собора Кирилло-Белозерского монастыря. Композицию марки дополняют изображения православных храмов на фоне зимнего пейзажа. Офсетная печать на мелованной бумаге, перфорирована: гребенчатая зубцовка 12 (на каждые 2 сантиметра края марки приходится 12 зубцов). В марочных листах 30 (6×5) и малые листы (кляйнбогены) по 9 (3×3) марок[10][11].
7. ↑  «С Новым годом!» На многоцветной марке Кремлёвские куранты, поля малых марочных листов художественно оформлены, изображены: Дед Мороз, зимний пейзаж, стилизованные снежинки. Изображённые на марке Кремлёвские куранты ведут свою историю с 1621 года, когда английский мастер Х. Головей сделал часы, для которых в 1625 году на Спасской башне был сооружён каменный верх. Однако в 1706 году на башне были установлены новые часы, купленные Петром I в Голландии. Современные Кремлёвские куранты изготовлены в 1851 году братьями Бутеноп в Москве. Диаметр циферблата современных часов 6,12 м, высота римских цифр 0,72 м, длина часовой стрелки 2,97 м, минутной 3,27 м. Офсетная печать на мелованной бумаге, перфорирована: гребенчатая зубцовка 11½ (на каждые 2 сантиметра края марки приходится 11½ зубцов). В марочных листах 36 (6×6) и малые листы (кляйнбогены) по 8 (4×2) марок[12][13].
8. ↑  «С Новым годом!» На многоцветной марке Дед Мороз на фоне курантов Спасской башни Московского Кремля. Обычай праздновать начало года, которое у различных народов приходится на разное время, зародился в Месопотамии. Именно здесь, по мнению учёных, впервые стали праздновать Новый год, выпадавший на месяц март, на время, когда начинались земледельческие работы. Во всех европейских и многих других странах Новый год приходится на первое января, и его встреча всегда сопровождается различными обрядами, которые складывались веками. Поля малого листа художественно оформлены рисунками, объединёнными темой новогоднего праздника: стилизованные снежинки, сельский зимний пейзаж, Дед Мороз в санях, празднично украшенная ёлка и новогодние подарки. Офсетная печать на мелованной бумаге, перфорирована: гребенчатая зубцовка 11½ (на каждые 2 сантиметра края марки приходится 11½ зубцов). В марочных листах 36 (6×6) и малые листы (кляйнбогены) по 9 (3×3) марок[16][17].
9. ↑  Сцепка из двух марок «С Новым 2000 годом!». На многоцветной марке  (ЦФА [АО «Марка»] № 544) — Дед Мороз с еловой лапой в руке. Поля малого листа художественно оформлены фрагментами фигур созвездий северного неба (по гравюре А. Дюрера, 1515 год). Офсетная печать на мелованной бумаге, перфорирована: комбинированная гребенчатая зубцовка 11½:12 (на каждые 2 сантиметра края марки приходится 11½:12 зубцов). В марочных листах 30 (6×5) по 15 горизонтальных сцепок (по 3 сцепки из двух марок  (ЦФА [АО «Марка»] № 544) и  (ЦФА [АО «Марка»] № 545), расположенных в пять рядов) на марочном листе и малые листы (кляйнбогены) по 6 (3×2) марок[18][19].
10. ↑  Сцепка из двух марок «С Новым 2000 годом!». На многоцветной марке  (ЦФА [АО «Марка»] № 545) — символическое изображение земного шара в виде жемчужины, лежащей в раковине. Поля малого листа художественно оформлены фрагментами фигур созвездий северного неба (по гравюре А. Дюрера, 1515 год). Офсетная печать на мелованной бумаге, перфорирована: комбинированная гребенчатая зубцовка 11½:12 (на каждые 2 сантиметра края марки приходится 11½:12 зубцов). В марочных листах 30 (6×5) по 15 горизонтальных сцепок (по 3 сцепки из двух марок  (ЦФА [АО «Марка»] № 544) и  (ЦФА [АО «Марка»] № 545), расположенных в пять рядов) на марочном листе и малые листы (кляйнбогены) по 6 (3×2) марок[18][19].
11. ↑  «С Новым тысячелетием!», на многоцветной марке — архитектурный ансамбль Московского Кремля и Покровский собор на фоне символического изображения земного шара. Справа — празднично украшенная новогодняя ёлка. На полях художественно оформленного малого листа приведены рисунки на новогоднюю тему и напечатан поздравительный текст: «С Новым годом!», «С Новым тысячелетием!», «Примите наилучшие пожелания здоровья, счастья, удачи и благополучия!». Новый год — необыкновенный праздник, прихода которого ждут дети и взрослые: в домах наряжаются ёлки. Улицы, покрытые к этому времени белым снегом, расцвечиваются разноцветными фонариками. Все с нетерпением ждут таинственную, волшебную ночь, с наступлением которой можно будет загадать самое заветное желание, которое обязательно сбудется. Тем более если это ночь наступления нового тысячелетия. Офсетная печать на мелованной бумаге, перфорирована: гребенчатая зубцовка 12 (на каждые 2 сантиметра края марки приходится 12 зубцов). В марочных листах 25 (5×5) и малые листы (кляйнбогены) по 6 (3×2) марок[20][21].
12. ↑  «С Новым годом!». На многоцветной марке — Дед Мороз на русской тройке. Поля малых марочных листов художественно оформлены. Новый год — таинственный и загадочный праздник, открывающий нам мир добрых сказок и волшебства. Наступления праздника все ждут с нетерпением: и доверчивые малыши, и деловитые подростки, и серьёзные взрослые. Большинство жителей планеты встречает Новый год. Одни ждут появления Деда Мороза, другие — Санта Клауса, шведы — Юля Томтена, французы — Пера Ноэля, финны — Йоулупукки… и все загадывают заветные желания и дарят подарки. Офсетная печать на мелованной бумаге, перфорирована: комбинированная гребенчатая зубцовка 12:12½ (на каждые 2 сантиметра края марки приходится 12:12½ зубцов). В марочных листах 25 (5×5) и малые листы (кляйнбогены) по 6 (3×2) марок[22][23].
13. ↑  «С Новым годом!» на многоцветной марке — Снеговик, спешащий на лыжах на праздник. В России дата начала Нового года 1 января была утверждена указом Петра I в 1699 году. В своём указе царь повелевал торжественно отмечать встречу Нового года: зажигать в новогоднюю ночь костры, украшать дома зеленью и поздравлять друг друга. 1 января 1700 года состоялось первое празднование по новому стилю. Офсетная печать на мелованной бумаге, перфорирована: комбинированная гребенчатая зубцовка 12½:12 (на каждые 2 сантиметра края марки приходится 12½:12 зубцов). В марочных листах 50 (10×5) и малые листы (кляйнбогены) по 6 (3×2) марок[24][25].
14. ↑  «С Новым годом!» На многоцветной марке — Дед Мороз на фоне панорамы Великого Устюга, старого русского города, который считается его родиной. Офсетная печать на бархатной бумаге, перфорирована: гребенчатая зубцовка 13 (на каждые 2 сантиметра края марки приходится 13 зубцов). Весь тираж отпечатан на малых марочных листах (кляйнбогенах) по 9 (3×3) марок тиражом 50 000 экземпляров или 450 000 марок[26][27].
15. ↑  «С Новым годом!» На оригинальной многоцветной марке — новогодняя ёлка. Праздник Нового года и Рождества неотделим от аромата хвои натуральной ёлки (дерево, олицетворяющее символ жизни). Данная трактовка более древняя, чем христианство, и не принадлежащая к какой-либо определённой религии. Задолго до того, как люди начали праздновать Новый год и Рождество, жители Древнего Египта в декабре, в самый короткий день года, приносили зелёные пальмовые ветви в свои дома как символ победы жизни над смертью. Римляне в честь бога земледелия украшали дома зелёными листьями в зимний праздник Сатурналий. Жрецы-друиды вешали на дубовые ветки золотые яблоки во время празднества зимнего солнцестояния. А в Россию традиция украшать под Новый год ёлку пришла в начале XVIII века. Офсетная печать на самоклеящейся мелованной бумаге, перфорирована: рамочная зубцовка 8 (на каждые 2 сантиметра края марки приходится 8 зубцов). Весь тираж отпечатан на малых марочных листах (кляйнбогенах) круглой формы (диаметром 145 мм) с оформленными полями по 8 марок, расположенных сегментами тиражом 62 500 экземпляров или 500 000 марок[28][29].
16. ↑  «Почта Деда Мороза»: Дед Мороз и Снеговик. Снеговик принёс Деду Морозу мешок с письмами. Рисунок Е. Бочковой, (8 лет, г. Ульяновск). Офсетная печать на мелованной бумаге, перфорирована: гребенчатая зубцовка 12 (на каждые 2 сантиметра края марки приходится 12 зубцов). Марки напечатаны на малых марочных листах (кляйнбогенах) с художественно оформленными полями (дизайн[en] полей листа — А. Поварихин) по 8 (2×4) марок тиражом 65 000 экземпляров или 520 000 марок[30][31].
17. ↑  «С Новым годом и Рождеством!» На многоцветной марке — празднично украшенная ёлка на фоне зимнего леса и деревенского дома. По указу Петра I новогодние торжества впервые состоялись 1 января 1700 года. С тех пор пошла традиция наряжать в новогоднюю ночь ёлки, устраивать фейерверки и прочие забавы, а также непременно дарить друг другу подарки. Встреча Рождества — великого праздника христиан всего мира — издавна сопровождалось красочными народными обычаями. Во многих странах, в том числе и в России, его считали одним из главных семейных праздников. Повсюду горели огни, которые символизировали домашний очаг. На ёлках зажигали свечи, дети пели колядки. Звонили рождественские колокола. Рождество Христово слилось с древнеславянским праздником — Святками: святочные обряды (общинные святочные пиршества, колядование, гадания) со временем превратились в рождественские обряды. Офсетная печать на мелованной бумаге, перфорирована: гребенчатая зубцовка 11½ (на каждые 2 сантиметра края марки приходится 11½ зубцов). В марочных листах 30 (6×5) и малые листы (кляйнбогены) по 9 (3×3) марок[30][32].
18. ↑  «Почтовая марка Деда Мороза» — многокрасочная марка с металлизированной краской (серебро), рисунок победительницы Всероссийского конкурса «Почтовая марка Деда Мороза» в номинации «Юношеские работы» Марии Лакеевой, 16 лет. Офсетная печать на мелованной бумаге, перфорирована: гребенчатая зубцовка 12 (на каждые 2 сантиметра края марки приходится 12 зубцов). Марки напечатаны на малых марочных листах (кляйнбогенах) с художественно оформленными полями (дизайн полей листа — А. Московец) по 6 (2×3) марок тиражом 100 000 экземпляров или 600 000 марок[33][34].
19. ↑  «С Новым годом!» — многокрасочная марка с металлизированной краской (серебро). Издревле на Руси Новый год встречали 1 марта, связывая его с приходом весны — началом возрождения природы. Позже Московский собор постановил считать новолетие, согласно греческому церковному исчислению, с 1 сентября. Праздновать Новый год в сентябре продолжали более 200 лет, последний раз — в 1698 году. Уже в следующем году император Пётр I, возвратившись из своего путешествия по Европе, повелел отмечать Новый год с 1 января. Офсетная печать на мелованной бумаге, перфорирована: гребенчатая зубцовка 12 (на каждые 2 сантиметра края марки приходится 12 зубцов). В марочных листах 25 (5×5) и малые листы (кляйнбогены) по 6 (3×2) марок[33][35].
20. ↑  «С Новым годом!» На многоцветной марке — снеговики. Добрым словом мы помянем
Года старого уход,
Начиная утром ранним
Новый день и новый год!
С. Я. Маршак. Офсетная печать на мелованной бумаге, перфорирована: комбинированная гребенчатая зубцовка 12:11½ (на каждые 2 сантиметра края марки приходится 12:11½ зубцов). В марочных листах 30 (6×5) и малые листы (кляйнбогены) по 6 (2×3) марок[36][37].
21. ↑  «С Новым годом!» На многоцветной марке — Спасская башня Московского Кремля, герб России и триколор на фоне праздничного салюта. Офсетная печать на мелованной бумаге, перфорирована: гребенчатая зубцовка 12 (на каждые 2 сантиметра края марки приходится 12 зубцов). Марки напечатаны на малых марочных листах (кляйнбогенах) с художественно оформленными полями по 8 (4×2) марок тиражом 100 000 экземпляров или 800 000 марок[38][39].
22. ↑  «С Новым годом!» На многоцветной марке в виде стилизованной снежинки изображены Спасская и Сенатская башни Кремля, купол Сената на фоне стилизованной снежинки. Традиционно к Новому году ФГУП Издатцентр «Марка» выпускает праздничную тематическую почтовую марку. Одним из устоявшихся общепризнанных символов этого праздника в России является Спасская башня Московского Кремля, под бой курантов которой граждане Российской Федерации встречают Новый год. Офсетная печать + фигурная высечка на самоклеющейся бумаге. Формат марки по крайним точкам фигурной высечки 37×37мм, формат пунктирной перфорации (просечка) двух слоёв по периметру марки 40×43 мм, формат пунктирной перфорации (просечка) двух слоёв по периметру листа 120×128, 5 мм. Марки напечатаны на малых марочных листах (кляйнбогенах) формата 140×150 мм с художественно оформленными полями по 9 (3×3) марок тиражом 100 000 экземпляров или 900 000 марок[40][41].
23. ↑  В декабре выходит в свет традиционная почтовая марка «С Новым годом!». На многоцветной марке — Дед Мороз (один из основных новогодних символов и любимый сказочный герой) изображён на фоне узоров и российского триколора. Ежегодно в его адрес приходят сотни тысяч писем от детей из России, ближнего и дальнего зарубежья. Образ Деда Мороза складывался веками — каждая эпоха вносила в его характер и внешний облик всё новые и новые штрихи. В современном представлении — это добрый румяный старик с густой бородой в валенках, длинной шубе, варежках и шапке, который поздравляет всех с Новым годом и дарит детям долгожданные подарки. Офсетная печать + фигурная высечка на самоклеющейся бумаге. Формат пунктирной перфорации по марке: 46×34,5 мм; по периметру марочного листа: 92×138 мм. Формат марки: 40×28,5 мм. Марки напечатаны на малых марочных листах (кляйнбогенах) формата 120×166 мм с художественно оформленными полями по 8 (2×4) марок тиражом 50 000 экземпляров или 400 000 марок[42][43].
24. ↑  «С Новым годом!» На многоцветной марке изображён красный новогодний шарик со снежинками на сером фоне. Первые стеклянные игрушки на территории СССР начали делать в период Первой мировой войны в Клину. Помимо стекла игрушки делали из картона, ваты, накрученной на проволочный каркас: так оформляли фигурки детей, ангелочков, клоунов, моряков. На ёлках развешивали бутафорские фрукты из папье-маше, бархата. На верхушке закрепляли шестиконечную Вифлеемскую звезду (в отличие от советской пятиконечной). Офсетная печать на мелованной бумаге + серебряная паста + голографическая фольга, перфорирована: комбинированная гребенчатая зубцовка 11½:11 (на каждые 2 сантиметра края марки приходится 11½:11 зубцов). Марки напечатаны на малых марочных листах (кляйнбогенах) с художественно оформленными полями по 9 (3×3) марок тиражом 63 000 экземпляров или 567 000 марок[44][45].
25. ↑  «С Новым годом!» На многоцветной марке — схематическое изображение новогодней ёлки. Новогодняя ёлка — главный атрибут наступления Нового года — праздника пришедшего к нам из глубины веков, который до сих пор остаётся самым ярким и долгожданным торжеством. В нашей стране она появилась в 1700 году после указа Петра I, согласно которому предписывалось украшать дома ветками ели, сосны и можжевельника. В царской России самые большие ёлки устанавливали в Аничковом дворце и зале Дворянского собрания, там же организовывали катальные горки, карусели, базары детских игрушек и лотереи. Сегодня же чаще наряжают искусственные ёлки: невысокими декорируют квартиры и дома, а многометровые «красавицы» украшают главные площади городов. Офсетная печать на мелованной бумаге, перфорирована: комбинированная гребенчатая зубцовка 11½:11 (на каждые 2 сантиметра края марки приходится 11½:11 зубцов). Марки напечатаны на малых марочных листах (кляйнбогенах) с художественно оформленными полями по 16 (4×4) марок тиражом 31 000 экземпляров или 496 000 марок[46][47].
26. ↑  Новогодним настроением этой зимой со всеми поделятся талисманы главных спортивных событий наступающего года — XXII Олимпийских зимних игр и XI Паралимпийских зимних игр 2014 в городе Сочи: Леопард, Белый Мишка и Зайка, а также фантастические герои Лучик и Снежинка. На почтовых марках № 1756 изображён Леопард — талисман XXII Олимпийских зимних игр 2014 года в городе Сочи на фоне сказочных зимних пейзажей. Формат марочного листа (пунктирной перфорации) — 83×136 мм, марок — 36,5×29 мм. Марки напечатаны на малых марочных листах (кляйнбогенах) с художественно оформленными полями по 8 (2×4) марок на самоклеющейся бумаге тиражом 85 000 экземпляров или 680 000 марок[48][49].
27. ↑  Новогодним настроением этой зимой со всеми поделятся талисманы главных спортивных событий наступающего года — XXII Олимпийских зимних игр и XI Паралимпийских зимних игр 2014 в городе Сочи: Леопард, Белый Мишка и Зайка, а также фантастические герои Лучик и Снежинка. На почтовых марках № 1757 изображён Белый мишка — талисман XXII Олимпийских зимних игр 2014 года в городе Сочи на фоне сказочных зимних пейзажей. Формат марочного листа (пунктирной перфорации) — 83×136 мм, марок — 36,5×29 мм. Марки напечатаны на малых марочных листах (кляйнбогенах) с художественно оформленными полями по 8 (2×4) марок на самоклеющейся бумаге тиражом 85 000 экземпляров или 680 000 марок[48][49].
28. ↑  Новогодним настроением этой зимой со всеми поделятся талисманы главных спортивных событий наступающего года — XXII Олимпийских зимних игр и XI Паралимпийских зимних игр 2014 в городе Сочи: Леопард, Белый Мишка и Зайка, а также фантастические герои Лучик и Снежинка. На почтовых марках № 1758 изображён Зайка — талисман XXII Олимпийских зимних игр 2014 года в городе Сочи на фоне сказочных зимних пейзажей. Формат марочного листа (пунктирной перфорации) — 83×136 мм, марок — 36,5×29 мм. Марки напечатаны на малых марочных листах (кляйнбогенах) с художественно оформленными полями по 8 (2×4) марок на самоклеющейся бумаге тиражом 85 000 экземпляров или 680 000 марок[48][49].
29. ↑  Новогодним настроением этой зимой со всеми поделятся талисманы главных спортивных событий наступающего года — XXII Олимпийских зимних игр и XI Паралимпийских зимних игр 2014 в городе Сочи: Леопард, Белый Мишка и Зайка, а также фантастические герои Лучик и Снежинка. На почтовых марках № 1759 изображены Лучик и Снежинка — талисманы XI Паралимпийских зимних игр 2014 года в городе Сочи на фоне сказочных зимних пейзажей. Формат марочного листа (пунктирной перфорации) — 83×136 мм, марок — 36,5×29 мм. Марки напечатаны на малых марочных листах (кляйнбогенах) с художественно оформленными полями по 8 (2×4) марок на самоклеющейся бумаге тиражом 85 000 экземпляров или 680 000 марок[48][49].
30. ↑  «С Новым годом!» На многоцветной марке изображена тройка лошадей в цветах флага Российской Федерации. Для русского человека тройка лошадей всегда была национальным символом. Она неоднократно упоминается в стихах, песнях, литературных произведениях и не имеет аналогов ни в одной стране мира. Русские тройки появились во второй половине XVII века, а первая половина XIX века стала периодом настоящего пика их популярности. По мнению иностранцев, тройка олицетворяет удалую русскую душу и является символом России. Офсетная печать на мелованной бумаге, перфорирована: комбинированная гребенчатая зубцовка 12:11½ (на каждые 2 сантиметра края марки приходится 12:11½ зубцов). Марки напечатаны на малых марочных листах (кляйнбогенах) форматом 180×178 мм с художественно оформленными полями по 12 (3×4) марок тиражом 66 000 экземпляров или 792 000 марок[51][52].
31. ↑  «С Новым годом!» На многоцветной марке — вид на Московский Кремль. Офсетная печать на мелованной бумаге, перфорирована: гребенчатая зубцовка 13½ (на каждые 2 сантиметра края марки приходится 13½ зубцов). Марки напечатаны на малых марочных листах (кляйнбогенах) форматом 160×160 мм с художественно оформленными полями по 8 (2×4) марок тиражом 75 000 экземпляров или 600 000 марок[53][54].
32. ↑  «С Новым годом!» На многоцветной марке изображён хоровод вокруг новогодней ели. В России для большинства людей встреча Нового года является одним из главных семейных торжеств, а традиции его празднования передаются из поколения в поколение. С 1700 года указом Петра I Новый год в России отмечается 1 января. Главным атрибутом и символом праздника является новогодняя ёлка, которая устанавливается во всех городах России. На катках и стадионах организуются разнообразные праздничные соревнования, игры и конкурсы. Офсетная печать на мелованной бумаге, перфорирована: рамочная зубцовка 11½ (на каждые 2 сантиметра края марки приходится 11½ зубцов). Марки напечатаны на малых марочных листах (кляйнбогенах) с художественно оформленными полями по 4 (2×2) марки тиражом 55 000 экземпляров или 220 000 марок. Кроме того, выпущена разновидность  (ЦФА [АО «Марка»] № 2175-I), которая реализуется в составе художественной обложки: отпечатана офсетным способом + голографическая фольга на малых марочных листах (кляйнбогенах) с художественно оформленными полями по 4 (2×2) марки тиражом 15 000 экземпляров или 60 000 марок  (ЦФА [АО «Марка»] № 2175-I)[55][56].
33. ↑  Финальный турнир 21-го чемпионата мира по футболу ФИФА впервые в своей истории пройдёт в России с 14 июня по 15 июля 2018 года. В связи с этим символом Нового 2018 года, помимо новогодней ёлки, Деда Мороза и Снегурочки, станет официальный талисман чемпионата мира по футболу — волк по имени Забивака™. На почтовых марках талисман Чемпионата мира по футболу FIFA 2018 в России™ изображён в трёх разных позах на новогоднем фоне. Формат каждой марки на малом марочном листе — 37×37 мм, на листе 9 марок (3×3) тираж марочного листа 220 000 экземпляров[57][58].
34. ↑  «С Новым годом!» На многоцветной марке — Снегурочка на фоне зимнего леса. Марка с технологией дополненной реальности: сказочная Снегурочка, которая при наведении смартфона «оживает» и танцует под музыку в заснеженном лесу. Новый год — повод для встречи с близкими, знакомыми, друзьями, чтобы повеселиться и загадать желание под бой курантов. Главным атрибутом и символом долгожданного для детей и взрослых праздника является новогодняя ёлка, которая устанавливается во всех городах России. Также символы Нового года — Дед Мороз и Снегурочка. В России без Снегурочки не обходится ни один Новый год. Эта сказочная красавица является воплощением чистоты, юности, веселья и делает зимний праздник более ярким и радостным. Офсетная печать на мелованной бумаге + защитный комплекс, перфорирована: гребенчатая зубцовка 11½ (на каждые 2 сантиметра края марки приходится 11½ зубцов). Марки напечатаны на малых марочных листах (кляйнбогенах) форматом 152×152 мм с художественно оформленными полями по 9 (3×3) марок тиражом 37 000 экземпляров или 333 000 марок[60][61].